# Trichoniscoides dubius
Trichoniscoides dubius es una especie de crustáceo isópodo terrestre cavernícola de la familia Trichoniscidae.
No es una especie válida, ya que fue descrita en base a dos hembras que pertenecen a la especie Trichoniscoides cavernicola (Budde-Lund, 1885). [2]

## Distribución geográfica
Son endémicos del norte de la España peninsular.
Sus citas de la cueva de Hernialde (Tolosa, Guipúzcoa) corresponden en realidad a T. cavernicola. Esta especie debe de ser eliminada del inventario de la fauna peninsular.